# Domingo Burgueño Miguel
Domingo Burgueño Miguel (Aiguá, Maldonado, 9 de diciembre de 1925 - Maldonado, 14 de enero de 1998) fue un político uruguayo, perteneciente al Partido Nacional.

## Biografía
Conocido popularmente como «el Nene», ingresó como cadete a la Intendencia de Maldonado con solo 16 años, y entonces comenzó su dilatada trayectoria política. Ya en la década de 1960, su amigo Francisco Salazar lo nombra Secretario General de la Intendencia.
En 1981 es nombrado miembro del Consejo de Estado.
Fue elegido Intendente de Maldonado en dos ocasiones. La primera fue elegido en la campaña de 1989, ocasión en la cual acompañó a Luis Alberto Lacalle. Su gestión se caracterizó por su ejecutividad y por la ejecución de numerosas obras a favor de la población del departamento. La segunda fue en la elección siguiente de 1994, donde su candidatura fue arrolladora: si bien era obligatorio votar presidente e intendente del mismo partido, varios miles de votantes colorados sufragaron en blanco la Intendencia, y a su vez otros varios miles votaron en blanco la Presidencia para darle su voto a Burgueño.
Participó en la institucionalización del Congreso Nacional de Intendentes en 1996. Se acercó al "Grupo de los Intendentes" que encabezaba su colega Jorge Larrañaga.
Falleció el 14 de enero de 1998 a la mitad de su segundo mandato, siendo sucedido por el suplente Camilo Tortorella. Su legado político llevó el nombre de Burgueñismo, y su eslogan característico «Pocas palabras, muchas obras».
El burgueñismo y su lista oficial la 20 es conducida por los también fundadores de la misma, el exsenador José Hualde y Oscar Olmos exdirector de turismo de la administración Burgueñista.
El estadio de la ciudad de Maldonado, ubicado enfrente al edificio de la Intendencia, lleva su nombre; así como también la Ruta Nacional N.º 39 que une su localidad natal con la capital departamental.